# Endre Palócz
Endre Palócz (* 23. März 1911 in Budapest; † 11. Januar 1988 ebenda) war ein ungarischer Fechter.

## Erfolge
Endre Palócz gewann bei Weltmeisterschaften vier Medaillen in Mannschaftswettbewerben. Mit der Florettmannschaft sicherte er sich 1953 in Brüssel und 1954 in Luxemburg jeweils die Bronzemedaille, während er mit der Säbelmannschaft 1951 in Stockholm und 1955 in Rom Weltmeister wurde. Er nahm zweimal an Olympischen Spielen in den Florett-Wettbewerben teil. Bei den Olympischen Spielen 1948 in London schied er im Einzel in der Viertelfinalrunde als Siebter seiner Gruppe aus, mit der Mannschaft wurde er Fünfter. 1952 in Helsinki erreichte er dieses Mal die Halbfinalrunde der Einzelkonkurrenz, in der er als Vierter seiner Gruppe ausschied. Mit der ungarischen Equipe zog er in die Finalrunde ein, in der die Mannschaft zwar Frankreich und Italien unterlag, dank eines Siegs gegen Ägypten wurde Palócz gemeinsam mit Tibor Berczelly, Aladár Gerevich, Lajos Maszlay, József Sákovics und Endre Tilli aber letztlich Dritter und erhielt die Bronzemedaille.